# Fuchsia gehrigeri
Fuchsia gehrigeri ist eine Pflanzenart aus der Familie der Nachtkerzengewächse (Onagraceae).

## Erscheinungsbild
Fuchsia gehrigeri wächst als aufrechter Strauch und erreicht eine Wuchshöhe bis zu 2 Meter. Die zu dritt quirlständig am Zweig angeordneten Laubblätter sind 3,5 bis 12 Zentimeter lang und 1,5 bis fünf Zentimeter breit. Die mattgrüne Blattspreite ist samtig behaart. Die Blattränder sind feingezähnt.  
Der rote Tubus der Blüte ist trichterförmig und 50 Millimeter lang. Die roten Sepale sind häufig behaart und erreichen eine Länge bis zu 21 Millimeter. Die Krone ist scharlachrot. 
Die birnenförmige Früchte sind 15 Millimeter groß und von dunkel-purpurner Farbe.
Die Chromosomenzahl beträgt 2n = 22.

## Herkunft
Fuchsia gehrigeri stammt aus dem Grenzgebiet zwischen Venezuela und Kolumbien. Sie wächst dort in Waldgebieten in Höhenlagen zwischen 2200 und 3100 Meter.